# Cirracanthus longus
Cirracanthus longus is een eenoogkreeftjessoort uit de familie van de Taeniacanthidae. De wetenschappelijke naam van de soort is voor het eerst geldig gepubliceerd in 2012 door Ho & Lin.